# Cheriton (Kent)
Cheriton – osada w Anglii, w Kent. Leży 3,1 km od centrum miasta Folkestone, 48,1 km od miasta Maidstone i 97,9 km od Londynu. W 1931 roku civil parish liczyła 8089 mieszkańców.